# أليكسا فيديتش
أليكسا فيديتش هو لاعب كرة قدم صربي في مركز الدفاع، ولد في 29 سبتمبر 1994 في أوزيتشى في صربيا. لعب مع بودوتشنوست بودغوريتسا ونادي شيراك ونادي مينسك.

## وصلات خارجية
- أليكسا فيديتش على موقع قاعدة بيانات كرة القدم.إي يو (الإنجليزية)
- أليكسا فيديتش على موقع Soccerway.com (الإنجليزية)